# Лобіані
Лобіані (груз. ლობიანი) — традиційні грузинські пироги з начинкою з вареної квасолі. Варіантом цього пирога є рачулі лобіані (რაჭული ლობიანი — «рачинський лобіані»), в якому крім квасолі є і бекон.

## Етимологія
Саме слово «лобіані» походить від грузинського ლობიო лобіо, що означає квасоля. Квасоля є основним інгредієнтом для приготування лобіані.